# Piero Vaglienti
Piero Vaglienti (* ca. 1438; † nach dem 15. Juli 1514) war ein italienischer (florentinischer bzw. pisanischer) Kaufmann; bekannt ist er für seine Sammlung von Reiseberichten, den sogenannten Codice Vaglienti (Biblioteca Riccardiana, ms. 1910).
Sein Vater, Giovanni Vaglienti, zog Anfang 1442 nach Pisa, wo Piero später seine kaufmännische Ausbildung absolvierte. 1467  schiffte er sich zusammen mit seinem Bruder auf einem florentinischen Schiff ein und bereiste das westliche Mittelmeer. Zurück in Pisa war er in einer mit den Medici in Verbindung stehenden Bank tätig, 1476 heiratete er Francesca Marchionni und heiratete so in eine Familie ein, die kaufmännisch direkt in die portugiesische Expansion involviert war. Mit der pisanischen Rebellion gegen die florentinische Herrschaft kamen Piero und Bernardo 1495 in wirtschaftliche Schwierigkeiten, da ihre Güter geplündert und beschlagnahmt wurden; nach Bernardos Tod kurze Zeit darauf kümmerte sich Piero, selbst Vater von zehn Kindern, zudem auch um seine Neffen und Nichten. In Florenz, wo er sich zwischen 1495 und 1509 zumeist aufhielt, musste Piero wirtschaftlich wieder von Neuem beginnen. 1509 kehrte er schließlich nach Pisa zurück, wo er die letzten Jahre seines Lebens verbrachte.
Für den Zeitraum 1495 bis 15. Juli 1514 beschrieb er die historischen Ereignisse seiner Zeit (moderne Edition:  Storia dei suoi tempi, Biblioteca Nazionale Centrale di Firenze, Ms. II.IV42). Daneben sammelte er zeitgenössische Briefe verschiedener Autoren, z. B. von Amerigo Vespucci, die über die portugiesischen und spanischen Entdeckungsfahrten berichten (Codice Vaglienti, Zeitraum 1499 bis 1513). Der Codex enthält auch eine zeitgenössische Fassung des Marco-Polo-Berichtes und Auszüge einer toskanischen Version der Reisen von Mandeville.